# Жикель, Марк
Марк Жике́ль (фр. Marc Gicquel; родился 30 марта 1977 года в Тунисе, Тунис) — французский профессиональный теннисист; победитель четырёх турниров ATP в парном разряде. Входил в топ-40 мирового рейтинга в одиночном и парном разрядах. Завершил карьеру в 2014 году.

## Общая информация
Марк — один из двух детей Ги и Жизель Жикелей; его сестру зовут Стефани.
Ныне француз женат: у него и его супруги Од есть один совместный ребёнок — сын Ноа (род. 2006).
Марк впервые взял ракетку в руки в семь лет. Любимое покрытие — хард, лучшие элементы игры — форхенд и подача.

## Спортивная карьера
Жикель дебютировал в АТП-туре в феврале 2002 года, попав в качестве лаки-лузера на турнир в Марселе. В основной сетке турнира серии Большого шлема он впервые сыграл в мае 2004 года, пройдя через квалификацию на Открытый чемпионат Франции. В августе того же года Марк выиграл первый титул на турнире из серии «челленджер», победив на соревнованиях в Тимишоаре.
В октябре 2005 года на зальном турнире в Лионе Жикель смог выйти в первый четвертьфинал АТП. После выхода во второй раунд на Ролан Гаррос 2006 года француз смог подняться в топ-100. В том же сезоне он показал лучший результат на Больших шлемах в одиночном разряде, пройдя в четвёртый раунд Открытого чемпионата США. Осенью Жикель сыграл первый финал в туре — на турнире в Лионе. В решающем матче он проиграл соотечественнику Ришару Гаске. По итогам сезона 2006 года он единственный раз в карьере финишировал в топ-50 мирового одиночного рейтинга.
Лучшими результатами для Жикеля в 2007 году стали выход в полуфинал на грунте в Касабланке в апреле и второй подряд финал в Лионе в октябре. В нём Марк вновь проиграл — на этот раз Себастьяну Грожану. На Открытом чемпионате Австралии 2008 года Жикель единственный раз в карьере вышел в стадию третьего раунда в одиночках, а в парном разряде сумел достичь четвертьфинала, сыграв в альянсе с Фабрисом Санторо. В июне на траве в Хертогенбосе он смог дойти до финала, в котором проиграл Давиду Ферреру. Этот финал стал третьим и последним в карьере Жикеля в туре АТП в одиночном разряде. Он так и не смог в них завоевать титул. На Уимблдонском турнире 2008 года француз единственный раз для себя забрался в стадию третьего раунда. В августе Марк завоевал первый титул АТП в парах, став победителем турнира в Вашингтоне в дуэте со шведом Робертом Линдстедтом. В сентябре он поднялся на наивысшую для себя — 38-ю позицию одиночного рейтинга.
На старте сезона 2009 года Жикель в команде с Жо-Вильфридом Тсонга выиграл парные соревнования турнира в Брисбене. В 2010 году он повторил этот успех уже в альянсе с Жереми Шарди. Следующий парный трофей АТП Жикель выиграл в феврале 2013 года, победив на турнире в Монпелье в партнёрстве с Микаэлем Льодра. В 2014 году он завершил профессиональную карьеру, играя после этого лишь эпизодически на небольших турнирах.

## Рейтинг на конец года
| Год  | Одиночный рейтинг | Парный рейтинг |
| 2017 |                   | 1 225          |
| 2015 |                   | 1 329          |
| 2014 | 342               | 142            |
| 2013 | 120               | 165            |
| 2012 | 152               | 312            |
| 2011 | 145               | 364            |
| 2010 | 151               | 150            |
| 2009 | 58                | 96             |
| 2008 | 54                | 39             |
| 2007 | 70                | 148            |
| 2006 | 50                | 323            |
| 2005 | 123               | 345            |
| 2004 | 170               | 607            |
| 2003 | 418               | 570            |
| 2002 | 223               |                |
| 2001 | 407               | 585            |
| 2000 | 1 332             |                |
| 1999 | 714               |                |
| 1998 | 1 324             |                |

## Выступления на турнирах

### Финалы турниров ATP в одиночном разряде (3)

#### Поражения (3)
| Титулы                               |
| ------------------------------------ |
| Турниры Большого Шлема (0)           |
| Кубок Мастерс / Финал ATP-тура (0)   |
| ATP Masters 1000 (0)                 |
| ATP International Gold / ATP 500 (0) |
| ATP International / ATP 250 (0+4)    |

| Титулы по покрытиям | Титулы по месту проведения матчей турнира |
| ------------------- | ----------------------------------------- |
| Хард (0+4)          | Зал (0+1)                                 |
| Грунт (0)           | Зал (0+1)                                 |
| Трава (0)           | Открытый воздух (0+3)                     |
| Ковёр (0)           | Открытый воздух (0+3)                     |

| №  | Дата            | Турнир                  | Покрытие | Соперник в финале | Счёт       |
| 1. | 30 октября 2006 | Лион, Франция           | Ковер(i) | Ришар Гаске       | 3-6 1-6    |
| 2. | 22 октября 2007 | Лион, Франция (2)       | Ковер(i) | Себастьян Грожан  | 6-7(5) 4-6 |
| 3. | 15 июня 2008    | Хертогенбос, Нидерланды | Трава    | Давид Феррер      | 4-6 2-6    |

### Финалы турнировATPв парном разряде (7)

#### Победы (4)
| №  | Дата            | Турнир                 | Покрытие | Партнёр            | Соперники в финале            | Счёт           |
| 1. | 17 августа 2008 | Вашингтон, США         | Хард     | Роберт Линдстедт   | Бруно Соарес Кевин Ульетт     | 7-6(6) 6-3     |
| 2. | 5 января 2009   | Брисбен, Австралия     | Хард     | Жо-Вильфрид Тсонга | Фернандо Вердаско Миша Зверев | 6-4 6-3        |
| 3. | 10 января 2010  | Брисбен, Австралия (2) | Хард     | Жереми Шарди       | Лукаш Длоуги Леандер Паес     | 6-3 7-6(5)     |
| 4. | 10 февраля 2013 | Монпелье, Франция      | Хард(i)  | Микаэль Льодра     | Юхан Брунстрём Равен Класен   | 6-3 3-6 [11-9] |

#### Поражения (3)
| №  | Дата           | Турнир            | Покрытие | Партнёр         | Соперники в финале                  | Счёт           |
| 1. | 9 июля 2007    | Гштад, Швейцария  | Грунт    | Флоран Серра    | Павел Визнер Франтишек Чермак       | 1-6 5-7        |
| 2. | 6 января 2008  | Ченнаи, Индия     | Хард     | Маркос Багдатис | Санчай Ративатана Сончат Ративатана | 4-6 5-7        |
| 3. | 9 февраля 2014 | Монпелье, Франция | Хард(i)  | Николя Маю      | Николай Давыденко Денис Истомин     | 4-6 6-1 [7-10] |